# Malcolm McDowell
Malcolm McDowell, właściwie Malcolm John Taylor (ur. 13 czerwca 1943 w Horsforth) – brytyjski aktor i producent filmowy i telewizyjny.
16 marca 2012 otrzymał własną gwiazdę w Alei Gwiazd w Los Angeles znajdującą się przy 6714 Hollywood Boulevard.

## Życiorys

### Wczesne lata
Urodził się w Horsforth (niektóre źródła podają Leeds) w hrabstwie ceremonialnym West Yorkshire jako drugie z trójki dzieci Edny (z domu McDowell), hotelarki, i Charlesa Taylora, oficera Royal Air Force, a potem właściciela pubu. Miał dwie siostry: starszą Glorię i młodszą Judy. Wychowywał się w Yorkshire.
Jego rodzina przeniosła się później do Bridlington, gdzie jego ojciec stacjonował w pobliskim lotnisku RAF Carnaby. Dorastał w Liverpoolu i pracował w fabryce orzechów Planters w Aintree, a także w pubie ojca w Burscough w Lancashire. Stał się wielkim fanem drużyny piłkarskiej z Liverpoolu grającej w Premier League i spędził większość swojego dzieciństwa na Kopie. Po ukończeniu Cannock House School w Cannock, studiował aktorstwo w London Academy of Music and Dramatic Art (LAMDA). Sprzedawał kawę na terenie Yorkshire, zanim w latach 60. dołączył do Royal Shakespeare Company.

### Kariera
W 1967 zadebiutował na dużym ekranie w pierwszym pełnometrażowym filmie Kena Loacha Czekając na życie (Poor Cow). Po przeprowadzce do Nowego Jorku, poznał reżysera Lindsaya Andersona i zagrał rolę zbuntowanego ucznia szkoły z internatem Micka Travisa w jego filmach uważanych za trylogię: Jeżeli... (if..., 1968), Szczęśliwy człowiek (O Lucky Man!, 1973) i Szpital Britannia (Britannia Hospital, 1982). Wystąpił także w produkcji teatralnej reżyserowanej przez Andersona na scenie off-Broadwayu Miłość i gniew (Look Back in Anger), a rolę wściekłego młodego Jimmy’ego Portera zagrał ponownie w roku 1980 w wersji filmowej. Międzynarodową sławę przyniosła mu rola Aleksa DeLarge'a w Kubrickowskiej ekranizacji Mechanicznej pomarańczy (1971). Stał się jednym z najmroczniejszych aktorów europejskich, który wciąż potrafił zaskakiwać, zaś zwieńczeniem jego największych ról w latach 70. była postać Kaliguli w półpornograficznym dramacie historycznym Tinto Brassa Kaligula (1979), który nawet w czasach powszechnego libertynizmu wciąż może szokować.
Lata 80. i 90. to bardzo słaby okres jego kariery. Był obsadzany w B-klasowym kinie, czego najlepszym przykładem była rola Lorda Talona w filmie wydanym na rynku wideo Cyborg 3 (1994), a także występował w produkcjach telewizyjnych, m.in. w sitcomie CBS Perła (1996–1997).
Jego triumfalny powrót na duże ekrany związany był z udziałem w komediodramacie Hugh Hudsona Pierwsze oczarowanie (1999), filmie sensacyjnym rozgrywającym się w londyńskim światku przestępczym w latach 70, w filmie Gangster numer jeden (2000) oraz dramacie Roberta Altmana The Company (2003). Rola w filmie Mike’a Hodgesa Odpoczniesz po śmierci (2004), gdzie McDowell wciela się w postać Boada, inkarnującego zło w postaci najczystszej i przez to przerażającej, przywołuje postać Aleksa DeLarge'a, która trwale naznaczyła jego karierę aktorską. W filmie W doborowym towarzystwie (2004) zagrał tajemniczego szefa międzynarodowego koncernu, Teddy’ego K.
Zebrał pozytywne recenzje za rolę doktora Samuela Loomisa w remake'u i sequelu filmu Roba Zombie Halloween (2007), a krytycy okrzyknęli go aktorem stworzonym do tej roli. Zagrał też w Księdze Ocalenia (2010) jako Lombardi i pojawił się w roli lokaja w oscarowym Artyście (2011).

## Życie prywatne
21 kwietnia 1975 ożenił się z publicystką Margot Bennett, z którą po pięciu latach 15 września 1980 się rozwiódł. 29 września 1980 poślubił aktorkę Mary Steenburgen, z którą ma córkę Lilly Amandę (ur. 21 stycznia 1981) i syna Charlesa Malcolma (ur. 10 lipca 1983). Jednak 1 października 1990 doszło do rozwodu. 12 listopada 1991 ożenił się z Kelley Kuhr. Mają trzech synów: Becketta Taylora (ur. 29 stycznia 2004), Finniana Andersona (ur. 23 grudnia 2006) i Seamusa Hudsona (ur. 7 stycznia 2009).

## Filmografia
- 1968: Jeżeli... (If...) jako Mick Travis
- 1970: Sylwetki na horyzoncie (Figures in a Landscape) jako Ansell
- 1971: Mechaniczna pomarańcza (A Clockwork Orange) jako Alex DeLarge (narrator)
- 1973: Szczęśliwy człowiek (O Lucky Man!) jako Mick Travis
- 1975: Fałszywy król (Royal Flash) jako Flashman
- 1976: Asy przestworzy (Aces High) jako Gresham
- 1976: Przeklęty rejs (Voyage of the Damned) jako Max Gunter
- 1979: Podróż w czasie (Time After Time) jako H.G. Wells
- 1979: Przeprawa (The Passage) jako kapitan von Berkow
- 1979: Kaligula (Caligula) jako Kaligula
- 1982: Ludzie-koty (Cat People) jako Paul Gallier
- 1982: Szpital Britannia (Britannia Hospital) jako Mick Travis
- 1983: Oszaleć można (Get Crazy) jako Reggie Wanker
- 1983: Moje Cross Creek (Cross Creek) jako Max Perkins
- 1983: Błękitny grom (Blue Thunder) jako pułkownik F.E. Cochrane
- 1985: Gułag (Gulag) jako Kenneth
- 1988: Zachód słońca (Sunset) jako Alfie Alperin
- 1989: Buy & Cell jako dyrektor Tennant
- 1990: Disturbed jako doktor Derrick Russell
- 1990: Klasa 1999 (Class of 1999) jako doktor Miles Longford
- 1991: Carobójca jako Timofiejew
- 1992: Gracz (The Player) jako on sam
- 1992:  Wiatr ze wschodu jako generał Boris Smysłowski
- 1994: Star Trek: Pokolenia (Star Trek: Generations) jako Tollan Soran
- 1994: Cyborg 3 (Cyborg 3: The Recycler) jako Lord Talon
- 1994: Kieszonkowe (Milk Money) jako Waltzer
- 1995: Dotyk śmierci (Exquisite Tenderness) jako doktor Stein
- 1995: Wojownik gwiazdy północy (Fist of the North Star) jako mistrz Ryuken
- 1998: Ogrodnik (The Gardener) jako Ben
- 2000: Gangster numer jeden (Gangster No. 1) jako gangster 55
- 2001: Goście w Ameryce (Just Visiting) jako mag
- 2002: Pośród obcych (Between Strangers) jako Alan
- 2002: Ja, szpieg (I Spy) jako Gundar
- 2003: 8 dni (Tempo) jako Walter Shrenger
- 2003: The Company jako Alberto Antonelli
- 2003: Odpoczniesz po śmierci (I'll Sleep When I'm Dead) jako Boad
- 2004: Morderca ze wschodu (Evilenko) jako Andrej Romanovic Evilenko
- 2004: W doborowym towarzystwie (In Good Company) jako Teddy K.
- 2004: Pakt z diabłem (Dorian) jako Henry
- 2004: Wenecki spisek (Tempesta) jako Paul Valenzin
- 2005: Rag Tale jako Richard Morton
- 2007: Exitz jako Percy
- 2007: Halloween jako doktor Samuel Loomis
- 2007: Wojna i pokój (War and Peace) jako książę Bołkoński
- 2008: Fineasz i Ferb (Phineas and Ferb) jako Regiland „Reg” Fletcher
- 2009: Halloween II jako doktor Samuel Loomis
- 2010: Łatwa dziewczyna (Easy A) jako dyrektor Gibbons
- 2011: Pozywając diabła (Suing the Devil) jako szatan
- 2016: 31 jako ojciec Napoleon-Horatio-Silas Murder
- 2019: Scooby Doo i... zgadnij kto? (Scooby-Doo and Guess Who?), odcinek: Wyścig z czasem! jako on sam (głos)[20]
- 2019: Gorący temat (Bombshell) jako Rupert Murdoch